# خودیاری (کتاب)
خودیاری (انگلیسی: Self-Help) نام کتابی است از ساموئل اسمایلز که در سال ۱۸۵۹ منتشر شد. از این کتاب با عنوان انجیل لیبرالیسم دوره میان‌ویکتوریایی یاد می‌شود. از این کتاب در سال اول انتشارش بیش از ۲۰۰۰۰ نسخه و تا زمان مرگ اسمایلز بیش از ۲۵۰۰۰۰ نسخه به فروش رسیده بود.